# 比利·格莱兹
比利·理查德·格莱兹（英語：Billy Richard Glaze，1943年7月13日—2015年12月22日），美国连环杀手。他的身份因DNA证据的发现而受到质疑，真正的杀人凶手可能是另一人。 

## 罪案
格莱兹被怀疑在多个州谋杀了至少50名女性。
据称，他曾向警察吹嘘杀死了20多名女性，但在媒体采访时则声称他是无辜的。
1986年至1987年，明尼苏达州明尼阿波利斯地区3名美国原住民女性被谋杀，一名女服务员提请当局注意格莱兹，格莱兹开始进入警方视线。根据一位女友提供的信息，调查人员开始在新墨西哥寻找格莱兹。格莱兹于1987年8月31日酒驾被捕，因为他违反了1974年得克萨斯州强奸罪假释有关规定。警方在他的卡车上发现了一件带血的衬衫、撬棍和警棍。
撬棍上的头发样本被提交作为证据，判处格莱兹三项一级谋杀罪成立，他在52年后才有资格获得假释。宣判时他坚持自己无罪。格莱兹关押在特拉华州士麦那。

## 新证据
2009年，由清白专案进行的DNA测试发现，一名受害者提取到的精液与格莱兹不匹配，而与明尼苏达州另一名已被定罪的强奸犯相匹配。2014年，对另一名受害者的尸体附近发现的一个烟头进行DNA测试，结果发现匹配结果也是同一人。从这三个犯罪现场提取DNA进行了数十次测试，但没有一次与格莱兹相匹配。
格莱兹的律师根据DNA测试结果和在格莱兹的审判中作证的目击者的可靠性问题提起了新的审判动议，因为其中一名目击者后来改口，另一名目击者声称目睹了60多起谋杀案，但那时他在监狱里。针对律师提交的文件，明尼阿波利斯警察局和亨内平县检察官办公室重新调查此案。

## 去世
格莱兹被诊断患有四期肺癌后不久于2015年12月22日去世，时年72岁。他死前已被关押了25年以上。